# 다른 사람의 문제
"다른 사람의 문제"(Someboody Else's Problem & Someone Else's Problem)은 누군가 다른 사람에게 책임이 있다 생각하여 무시하는 것이다.

## 예시
1976년 인간거주공학저널에 저소득층의 주택 문제에 대한 관료적 무관심을 주제로 이 문구를 사용하면서, 이 다른 사람의 문제라는 원칙이 진보를 방해하는 요소라고 설명했다. 복잡한 문제에 대한 책임이 여러 정부 부서에 걸친 경우, 이 문제를 해결하려는 기관도 이를 수행할수 없기 때문이다.
Alan F. Blackwell은 1997년에 컴퓨터 프로그래밍 프로젝트를 진행하는 팀을 언급하면서 "많은 하위 목표는 전문 프로그래머들 사이에 'SEP'로 알려진 것으로 연기될 수 있다" 고 적었다.

## 더글러스 애덤스의 다른 사람 문제 장
1982년 더글러스 애덤스의 은하수를 여행하는 히치하이커를 위한 안내서의 3권인 '삶, 우주 그리고 모든 것' 에서는 일종의 클로킹 디바이스로 그려진다.  여기서 포드 프리펙트는 이렇게 말한다.
SEP라는 건, 우리가 볼 수 없는, 아니 보지 않는, 아니 우리 뇌가 못 보게 하는 광경이야. 왜냐하면 다른 사람 문제라고 생각하기 때문이지. SEP의 뜻이 그거야. ‘다른 사람의 문제’. 뇌가 그 부분을 편집해 잘라내기 때문에 눈에 안 보이는, 맹점 같은 거라고.

이어서 서술에서는 다음과 같이 서술한다.
이 기술은, 보고 싶지 않은 것, 예기치 못한 것, 그리고 해명할 수 없는 것은 보지 않으려는, 사람들의 타고난 성향에 의존하고 있었다. 에프라팍스가 산을 분홍색으로 칠한 뒤에 값싸고 간단한 ‘다른 사람의 문제’ 자장을 작동시키기만 했다면, 사람들은 아마 산을 지나가고, 빙 돌아가고, 심지어 넘어가면서도 산이라는 게 그 자리에 있었다는 사실 자체를 인식하지 못했을 것이다.

애덤스의 다른 사람의 문제 장에 대한 설명은 "심리학적 투명성" 에서 가져왔으며, 여기서는 닥터 후의 지각 필터와 같은 다른 허구적 효과와 더불어 여럿 부주의적인 실명과 변화맹등과 같은 인지 편향들과 같이 비교되었다.

## 참고문헌
1. ↑  Seventeen reasons why the squatter problem can't be solved, S Angel, S Benjamin - Ekistics, 1976
2. ↑  Blackwell, Alan F.; Arnold, H.L. (January 1997). “Simulating a Software Project: The PoP Guns go to War”. 《Proceedings of the 9th Annual Meeting of the Psychology of Programming Interest Group》: 53–60. 2008년 10월 26일에 원본 문서에서 보존된 문서. 2015년 3월 24일에 확인함.
3. 1 2  더글러스 애덤스 (2004년 12월 25일). 《은하수를 여행하는 히치하이커를 위한 안내서 3권 - 삶, 그리고 모든 것》. 책세상.